# Le Printemps (film, 1909)
Pour les articles homonymes, voir Printemps (homonymie).
Pour plus de détails, voir Fiche technique et Distribution.
Le Printemps est un film muet français réalisé par Louis Feuillade, sorti en 1909.
Le film est divisé en plusieurs épisodes :
- L'Éveil de la source
- L'Éveil des nids
- Sur les étangs
- L'Amour chef d'orchestre
- La Becquée
- Dans les vergers
- Les jeux et les ris
- Floréal

## Synopsis
L'Éveil de la source : Le film commence par une femme allongée, des oiseaux viennent se poser sur elle. Des jeunes filles viennent et s'assoient. 
L'Éveil des nids : Des femmes cueillent des fleurs dans les arbustes. 
Sur les étangs :  On aperçoit un étang, des anges viennent et dansent.
L'Amour chef d'orchestre : Un petit garçon pose ses partitions et fait les gestes d'un chef d'orchestre.
La Becquée : Un groupe de femmes prend des graines et les plante dans la terre.
Dans les vergers : Dans un arbre, des nymphes jouent de la musique.
Les jeux et les ris : Des femmes et un enfant dansent.
Floréal : Une farandole arrive, ils font un tour et s'en vont.

## Distribution
- Alice Tissot
- Christiane Mandelys
- Henri Duval
- Maurice Vinot